# میسامو
میسامو (انگلیسی:MiSaMo ; ژاپنی: ミサモ ; کره‌ای: 미사모; لاتین‌نویسی اصلاح‌شده: Misamo) اولین زیر گروه از گروه دخترانه کره جنوبی توایس است که توسط جی وای پی اینترتینمنت تشکیل شده‌است. این گروه متشکل شده از اعضای ژاپنی توایس یعنی مومو، سانا و مینا است. این گروه در سال ۲۰۲۳ با آلبوم چند آهنگه خود با نام شاهکار کار خود را شروع کردند.

## نام
عبارت MiSaMo، مخفف شده دوحرف اول اسامی اعضای ژاپنی گروه یعنی Sana , Momo و Mina است. قبل از تشکیل زیرواحد، اعضای آن اغلب از اصطلاح "MiSaMo" برای اشاره به خود استفاده می‌کردند.

## تاریخچه
در سال ۲۰۱۲، سانا و مومو قرار بود در یک گروه دخترانه چهار نفره در ژاپن شروع به کار کنند. با این حال، جی‌وای‌پی این طرح را به دلیل بدتر شدن روابط کره و ژاپن به حالت تعلیق درآورد. در سال ۲۰۱۵، اعضا در برنامه تلویزیونی شانزده شرکت کردند، یک مسابقه رقابتی برای تعیین اعضای گروه توایس. در فوریه ۲۰۲۳، جی‌وای‌پی اولین آلبوم میسامو را معرفی کرد. یک آلبوم چندآهنگه متشکل از هفت آهنگ، از جمله «دسته گل» که در ابتدا برای سریال تلویزیونی شبکه تی‌وی آساهی با نام رابطه: کلینیک قلب کودکان در ۲۶ جولای منتشر شد. این گروه اولین نمایشگاه خود را با عنوان "MiSaMo Japan Showcase 2023" طی پنج روز در اوزاکا و یوکوهاما برگزار کردند.
از این پنج نمایشگاه ۴۰ هزار بلیط بفروش رسید.